# Charles Austin Woodley
Charles Austin Woodley (1924-1980) was een politicus van Sint Eustatius. Hij heeft diverse functies bekleed op de Nederlandse Antillen en Sint Eustatius, zoals eilandsraadlid, voorzitter van de  Democratische Partij (DP) en gezaghebber. Van 1 oktober 1975 tot 26 januari 1976 en van 23 juli 1976 tot 23 augustus 1976 was hij gezaghebber van Sint Eustatius. In 1984 is de Pier van Gallows Bay op Sint Eustatius naar hem genoemd als de Charles Austin Woodley Pier.

## Biografie
Woodley was afdelingshoofd op Bevolkingszaken van Sint Eustatius. Daarnaast bekleedde hij gedurende ruim dertig jaar diverse politieke functies. Hij was getrouwd met Elaine Leader en samen kregen zij elf kinderen waaronder Julian Woodley die eveneens een politieke carrière had. Woodley was tevens lid van de Raad van Commissarissen van Saba Bank Resources (1976-1980). 